# Вихровка (Хмельницкая область)
Вихровка (укр. Вихрівка) — село в Дунаевецком районе Хмельницкой области Украины.
Население по переписи 2001 года составляло 510 человек. Почтовый индекс — 32436. Телефонный код — 3858. Занимает площадь 1,501 км². Код КОАТУУ — 6821881201.

## Местный совет
32436, Хмельницкая обл., Дунаевецкий р-н, с. Вихровка, ул. Ленина, 4